# Horlacea, Cluj
Horlacea (în maghiară Jákótelke) este un sat în comuna Sâncraiu din județul Cluj, Transilvania, România.

## Atestare documentară
În 1393 localitatea este atestată documentar cu denumirea poss. regalis Jakoteleke al. nom. Horthlaka, iar în 1405 este consemnată în documente ca Jakotheleke.

## Toponimie
Numele provine de la proprietarii domeniului în perioada medievală, familia nobiliară Jákó. Este un sat cu o populație preponderant maghiară. În 1850 din totalul de 108 locuitori, 89 erau maghiari. În 1992 populația crescuse la 173 de persoane, din care 138 erau maghiari.

## Lăcașuri de cult
Biserica reformată a fost construită în secolul al XV-lea, în stil gotic. Partea de vest a fost reconstruită în anul 1685 și renovată în 1747. Partea de est a bisericii a fost reconstruită în anul 1804. Turnul datează din 1842.
Casetele pictate din lemn au fost realizate de meșterul tâmplar sas Lorenz Umling din Cluj în 1786.

## Imagini

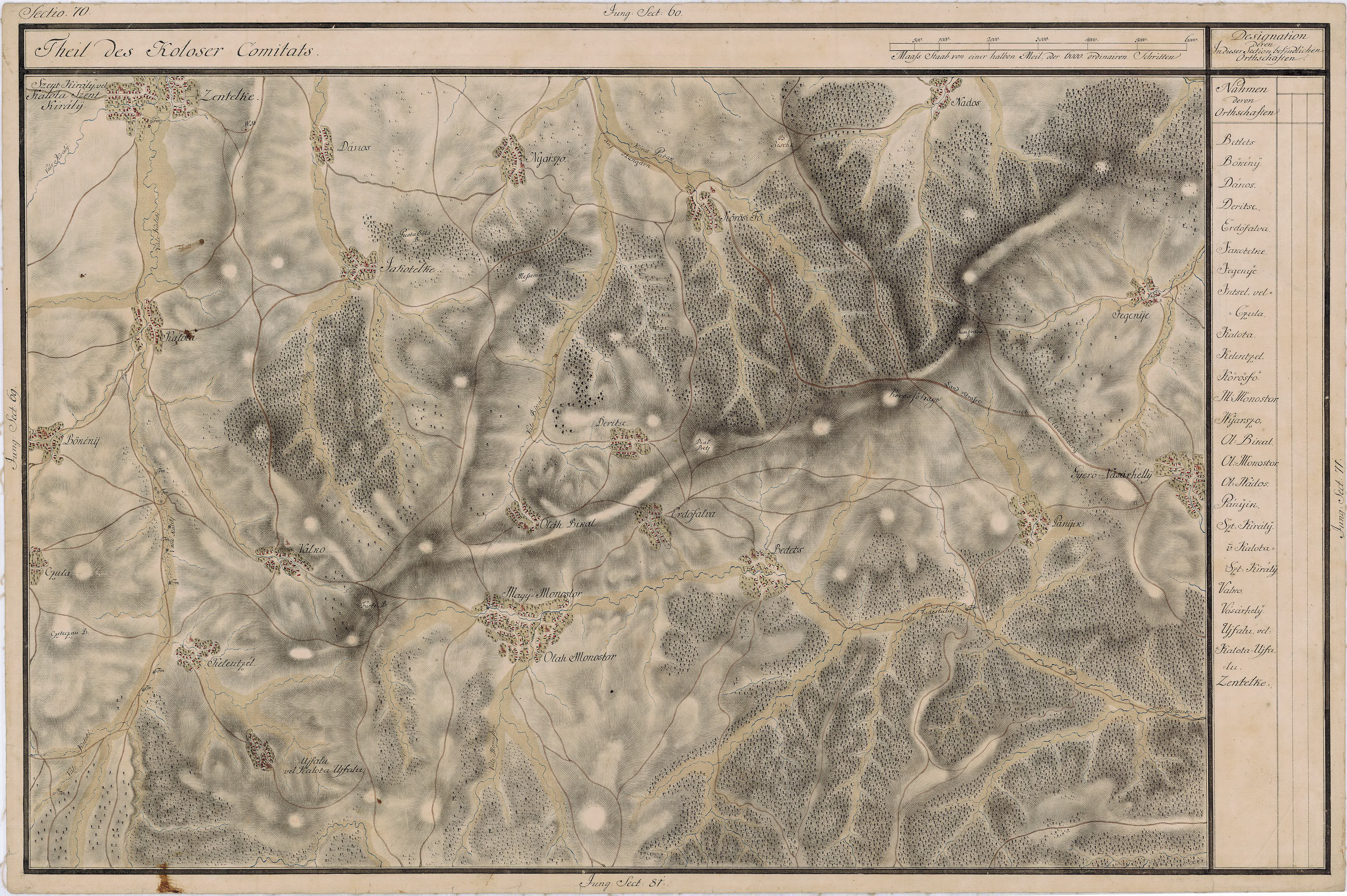
Horlacea în Harta Iosefină a Transilvaniei, 1769-1773
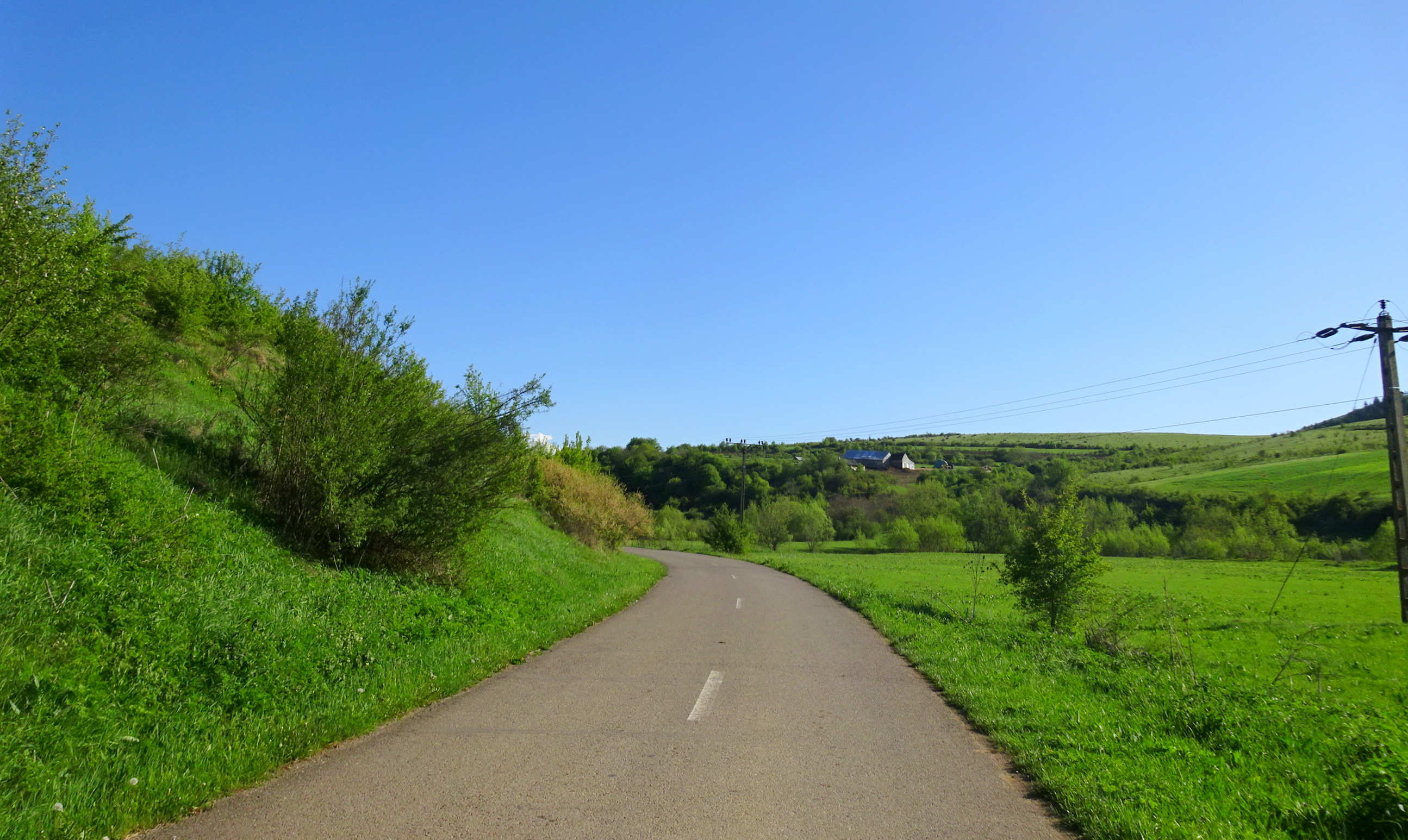
Drumul spre satul Horlacea
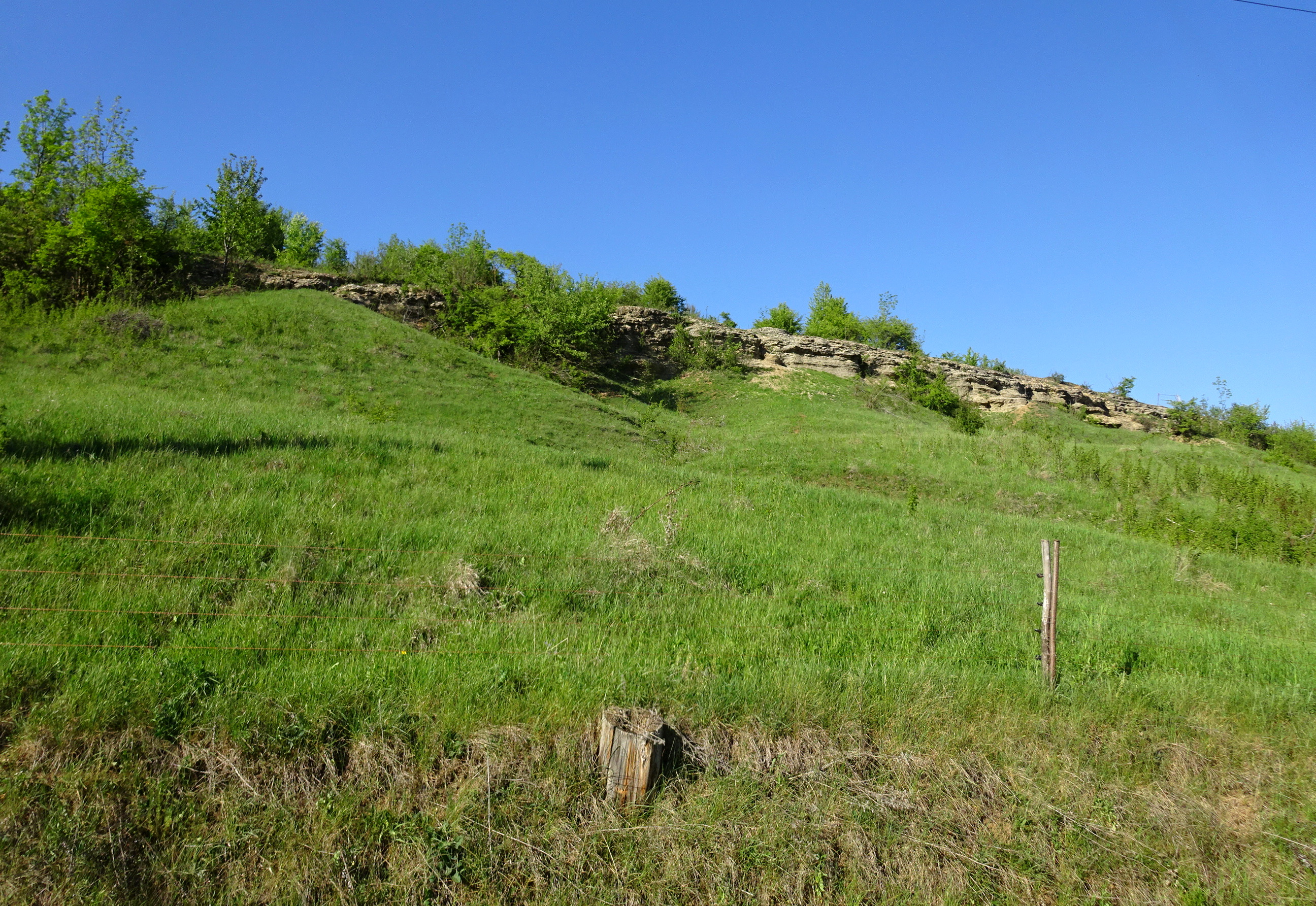
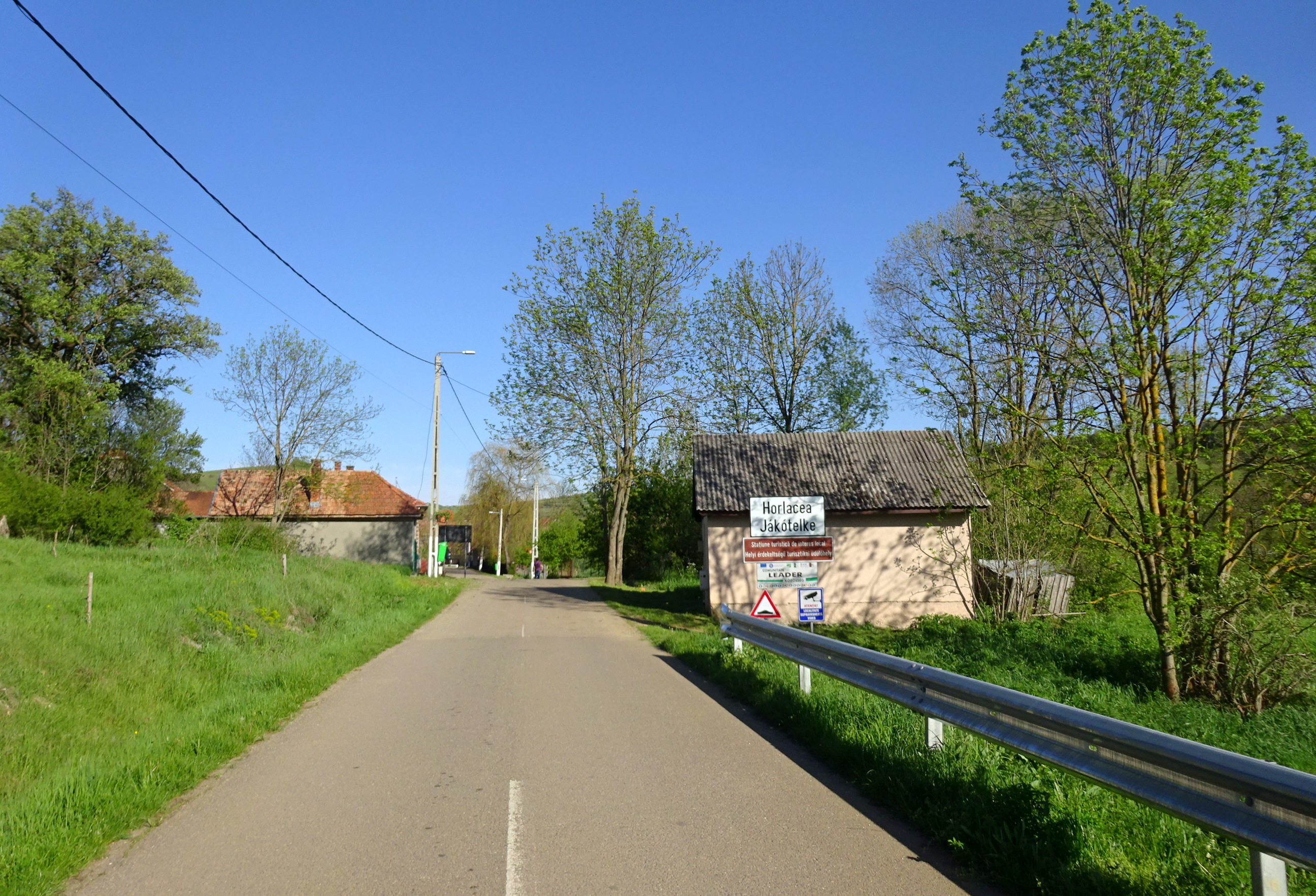
Intrarea în localitate
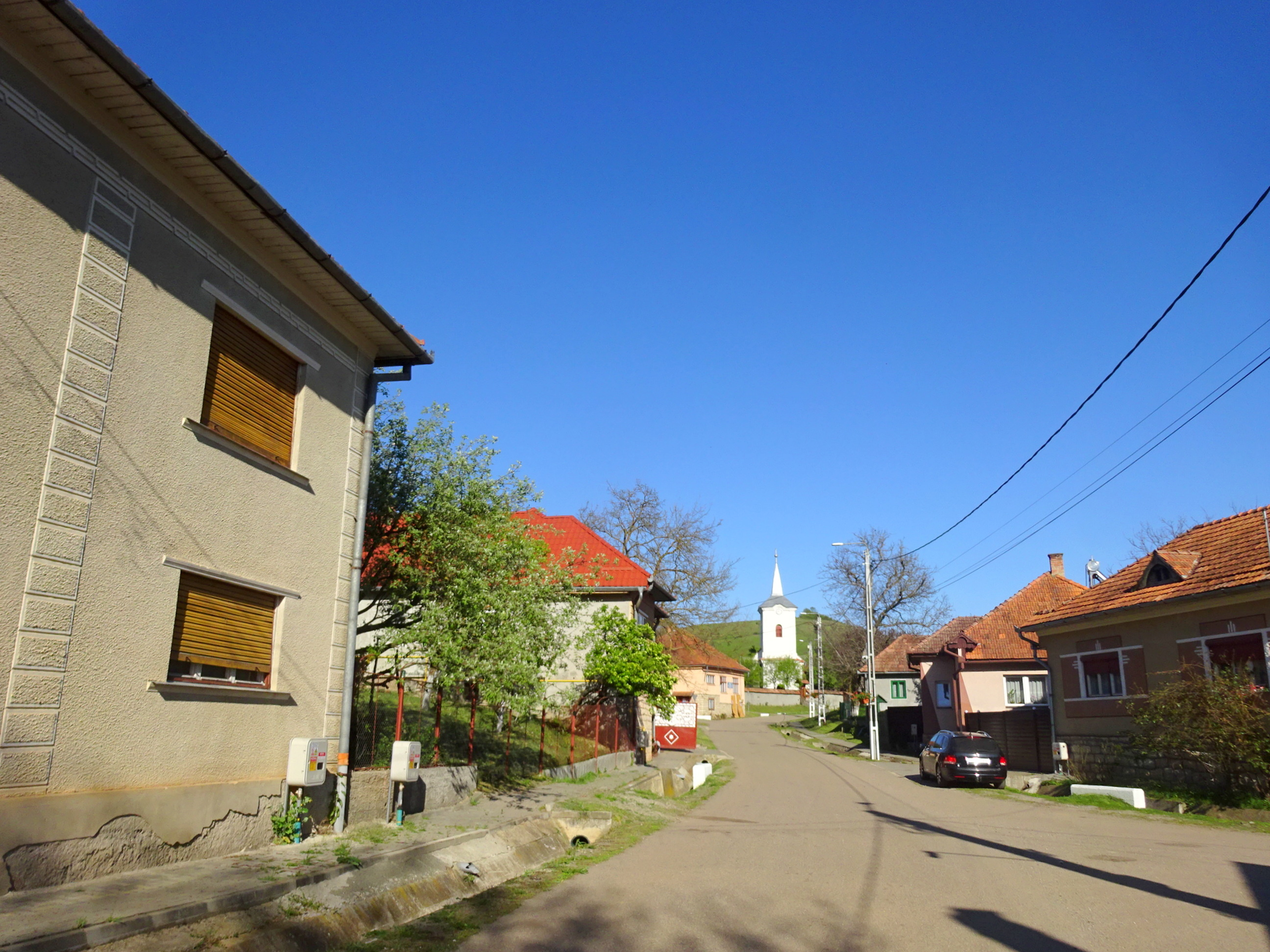
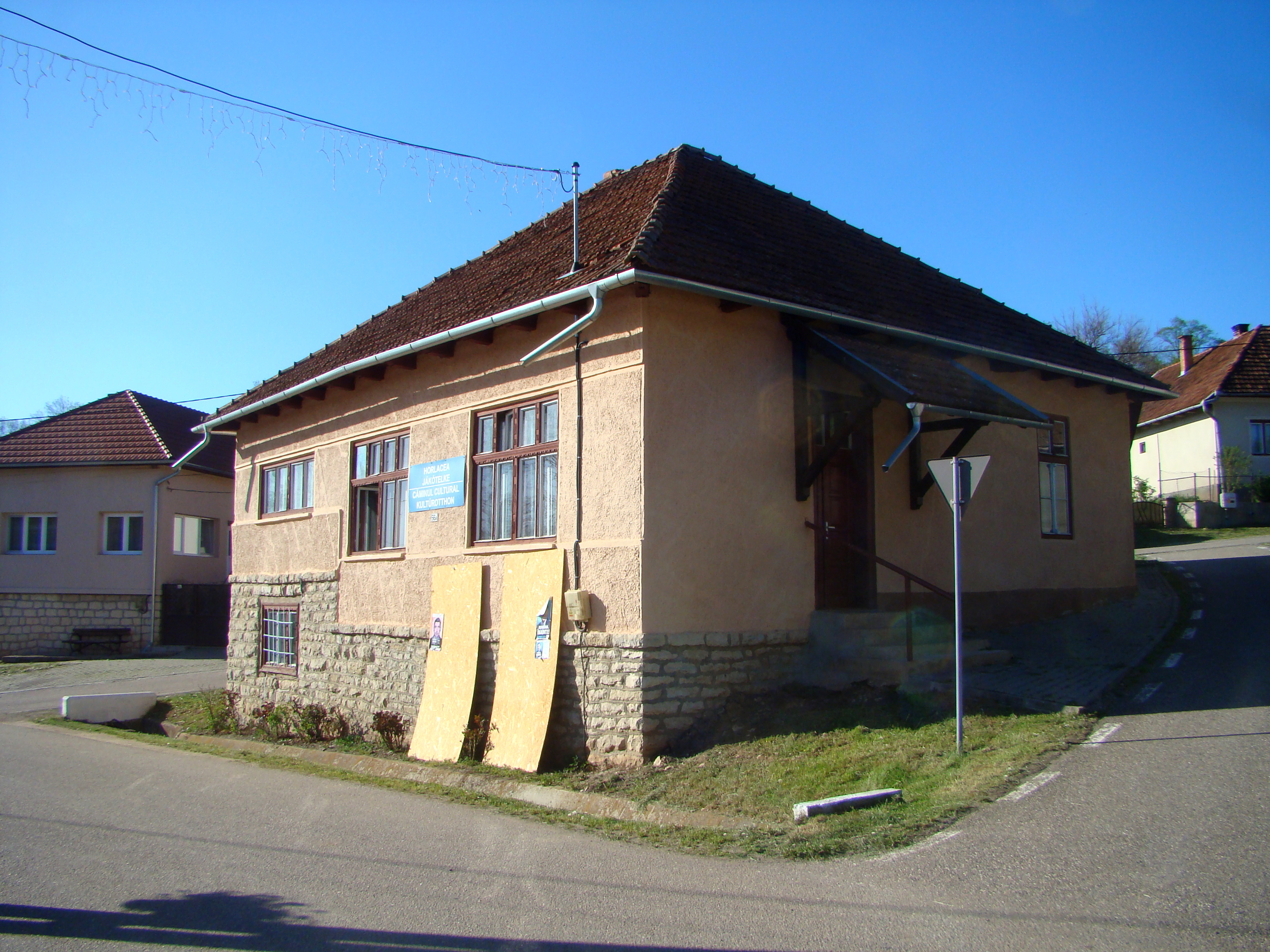
Căminul cultural
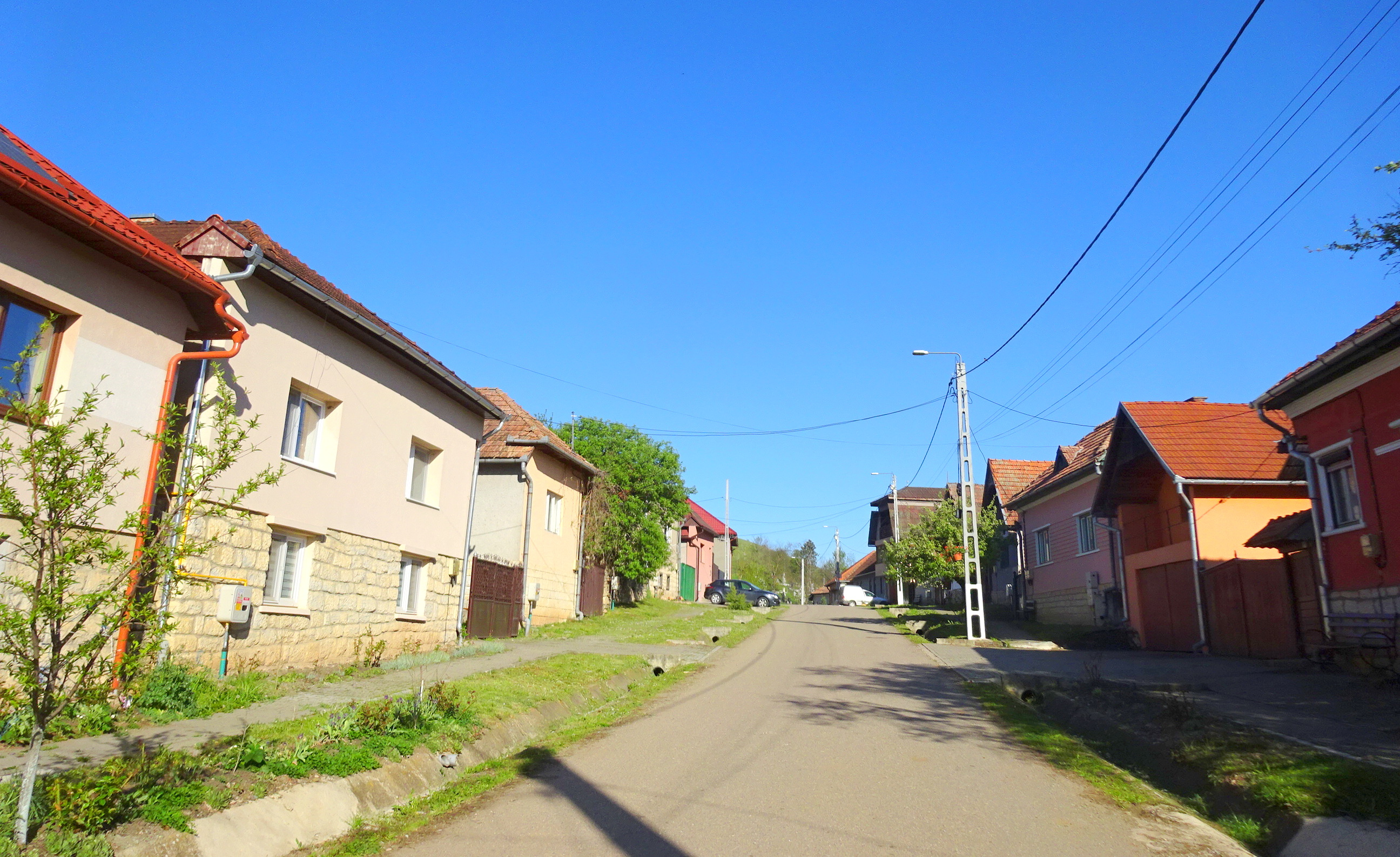
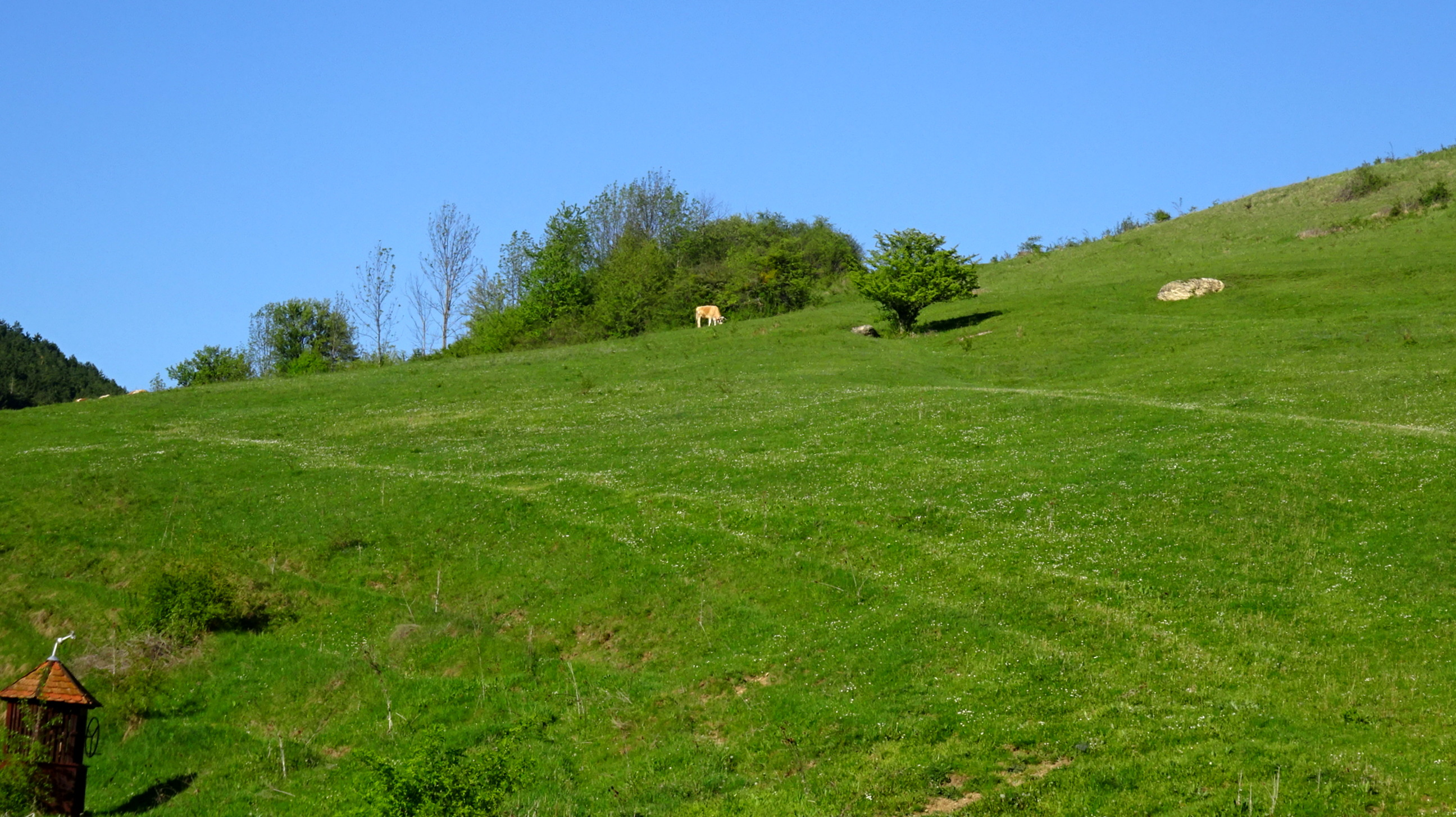
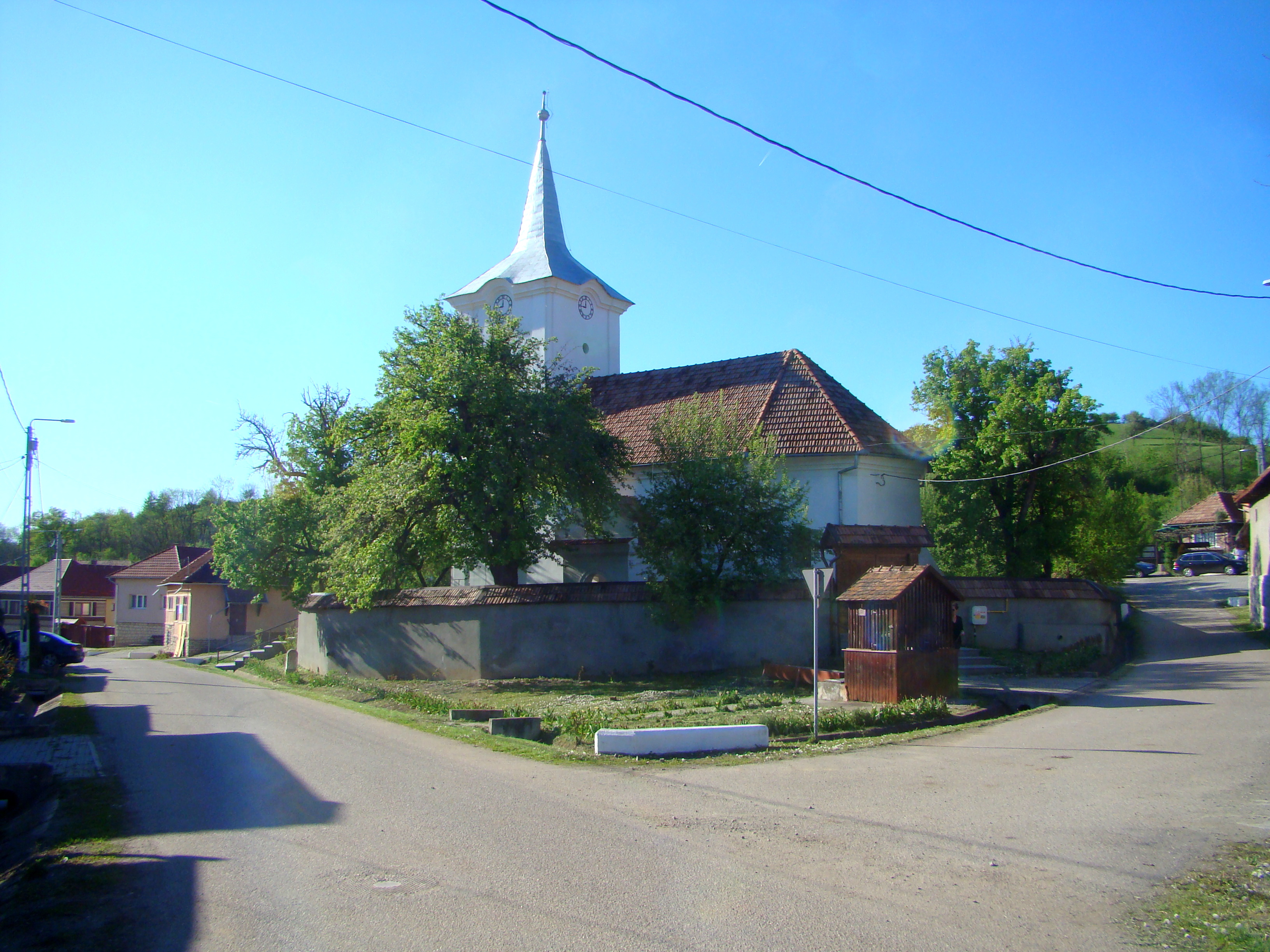
Biserica reformată din Horlacea (secolul XV)
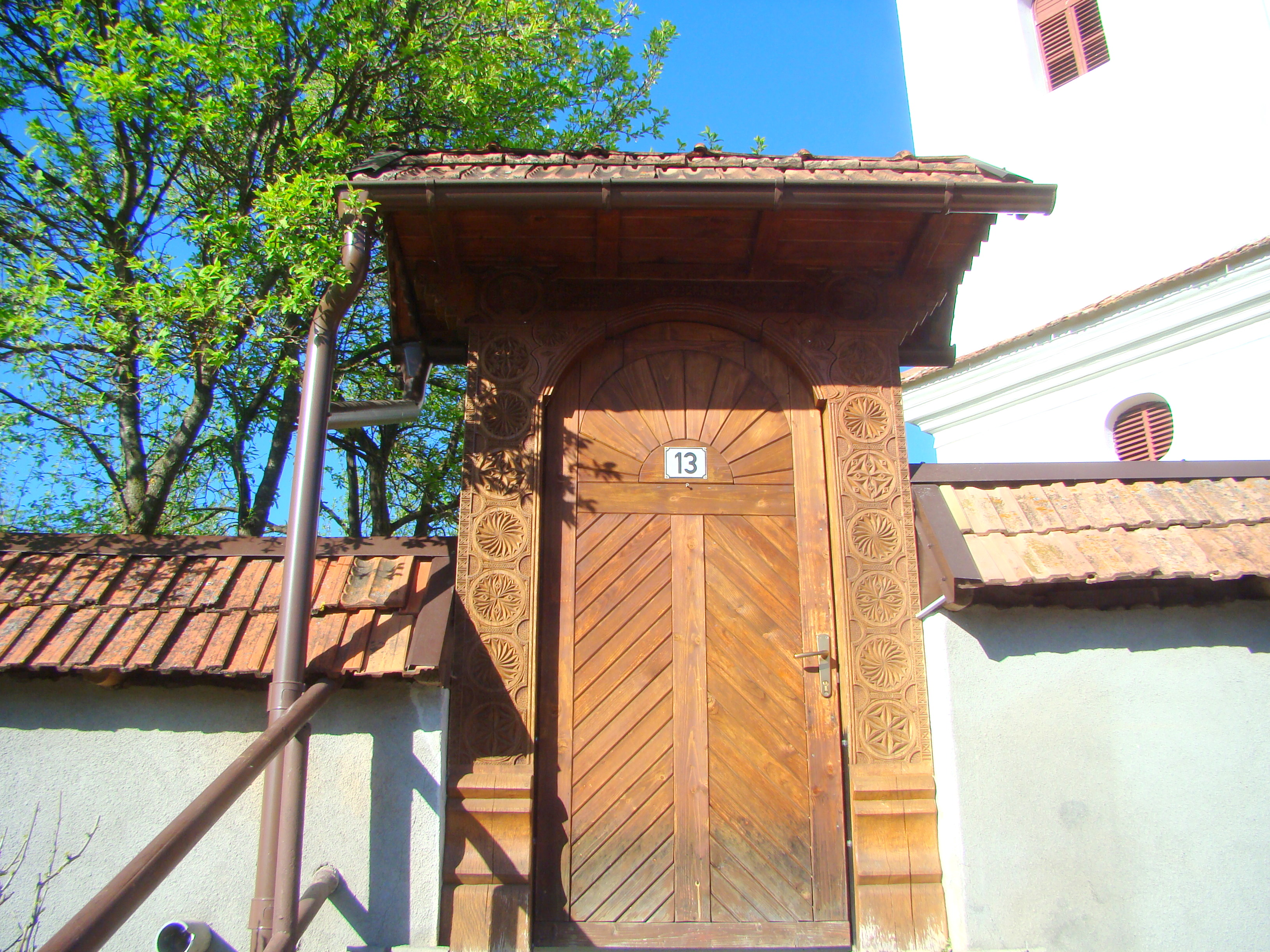
Poarta de lemn
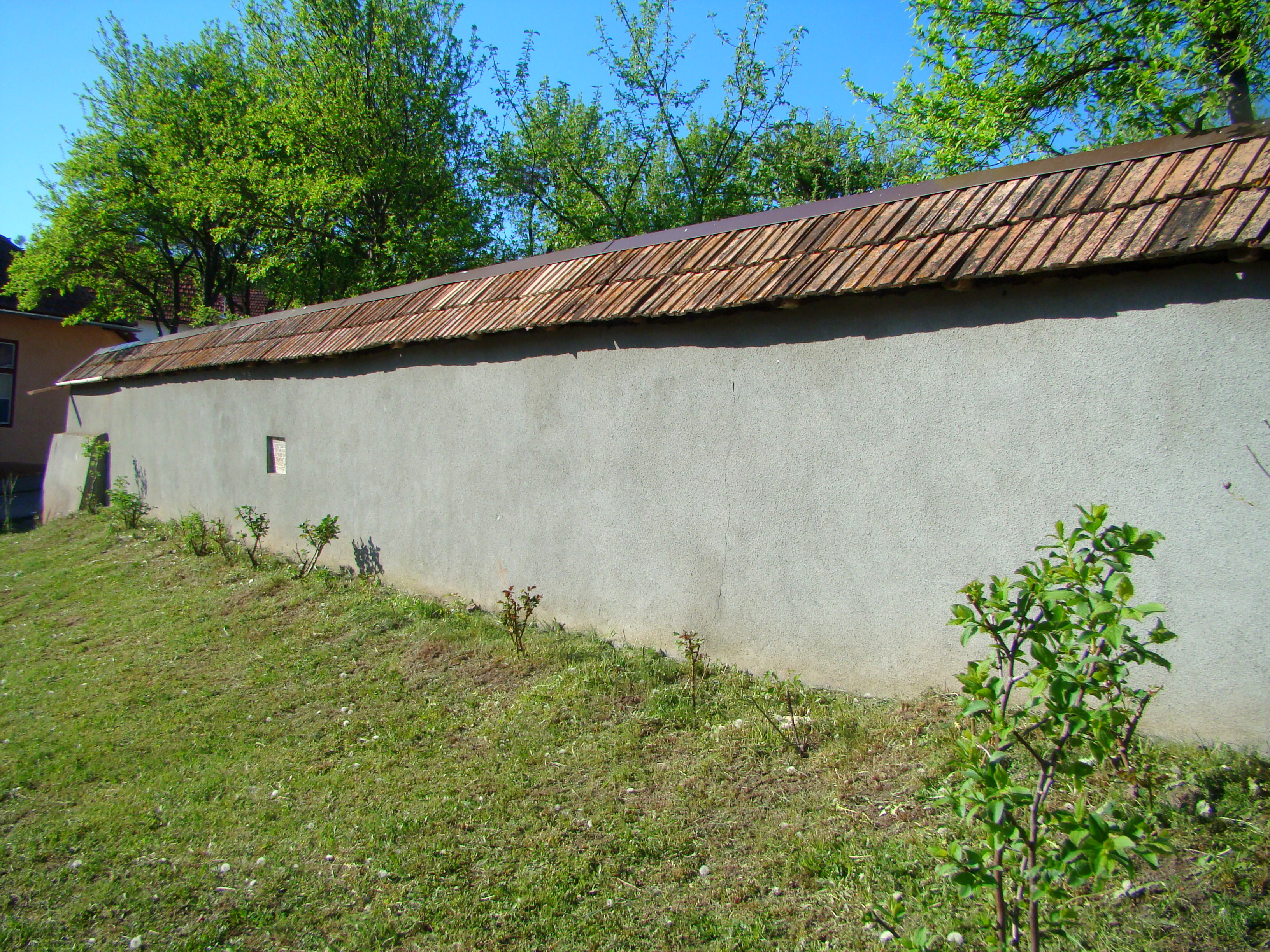
Zidul de incintă
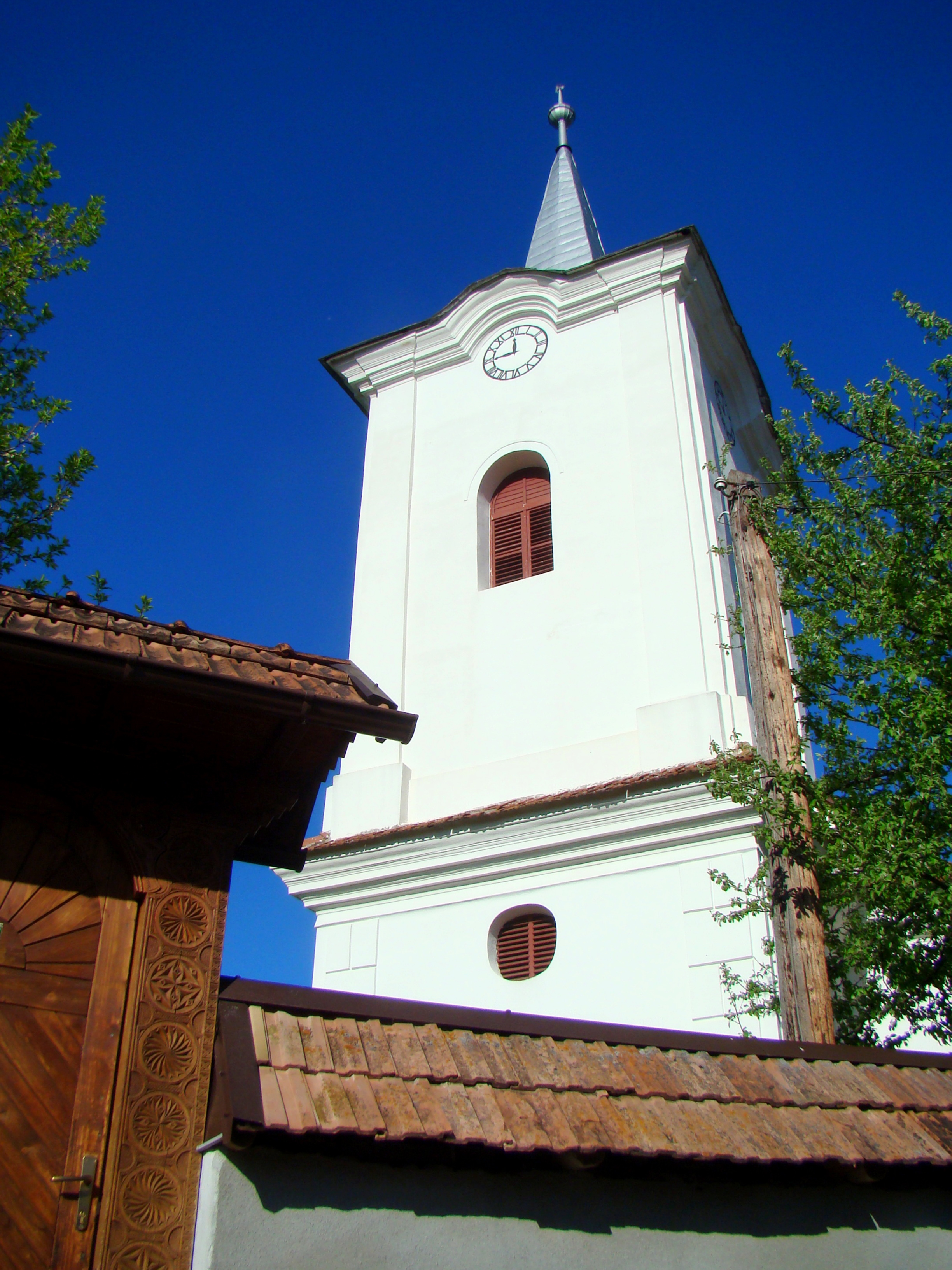
Turnul bisericii (1842)
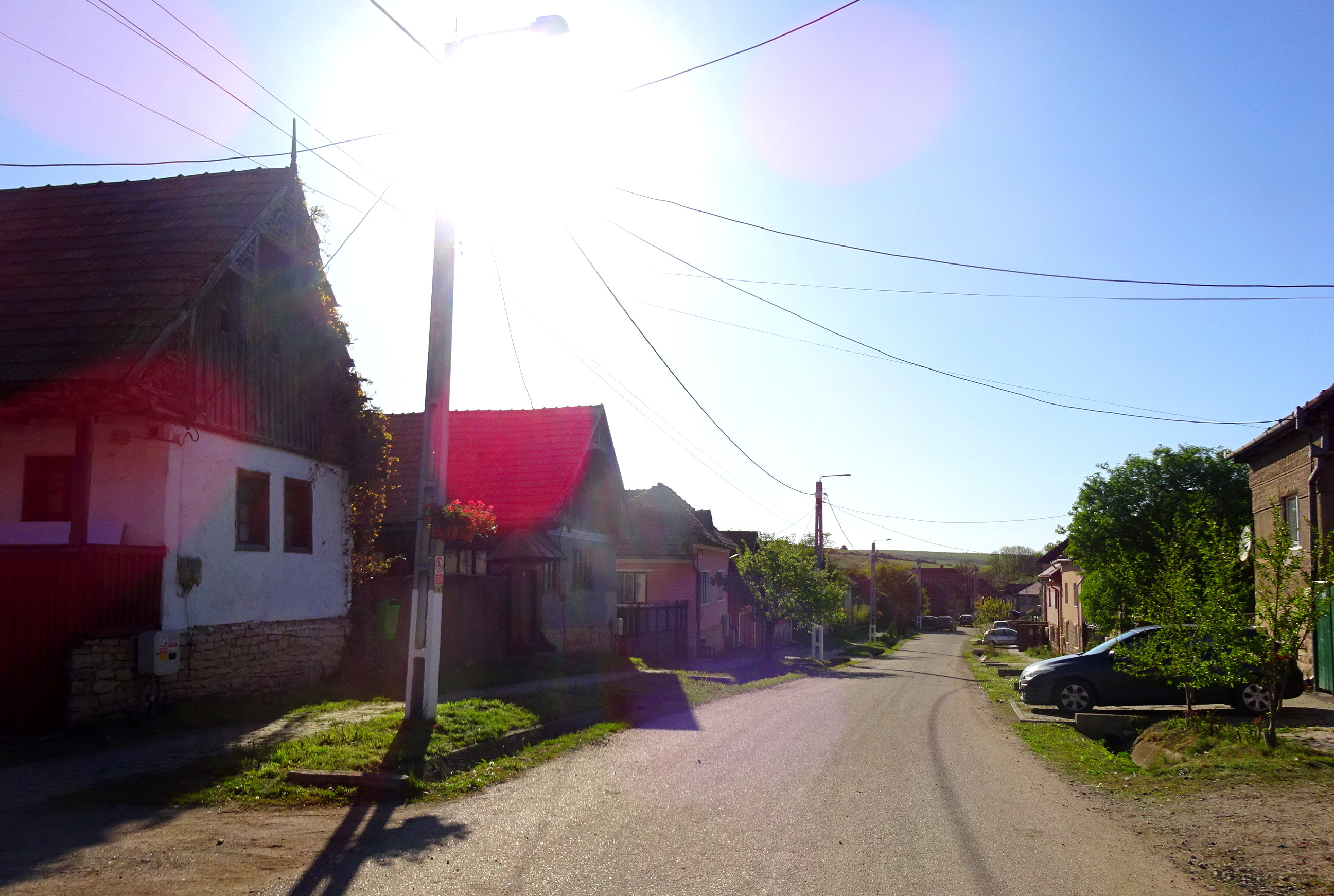
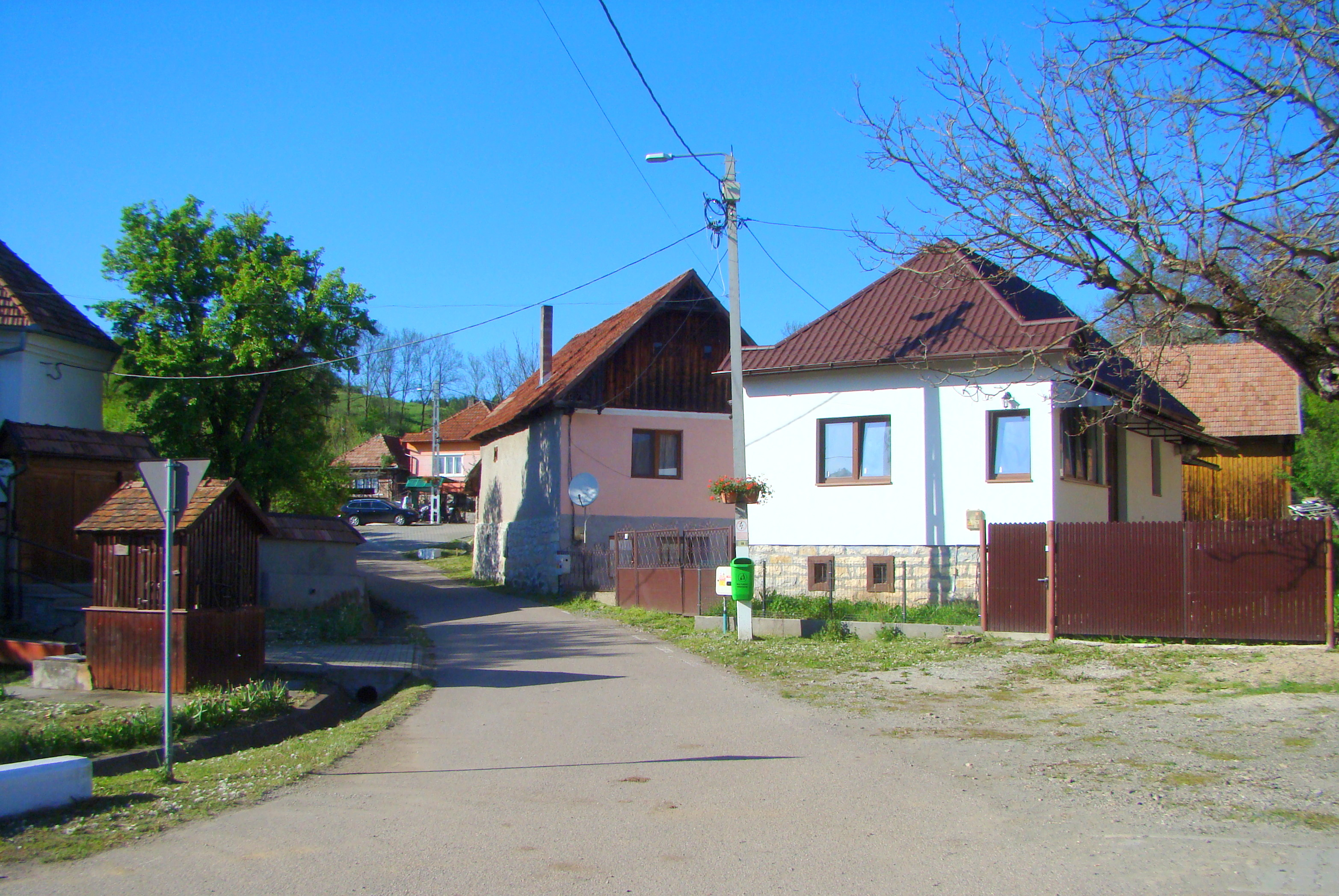
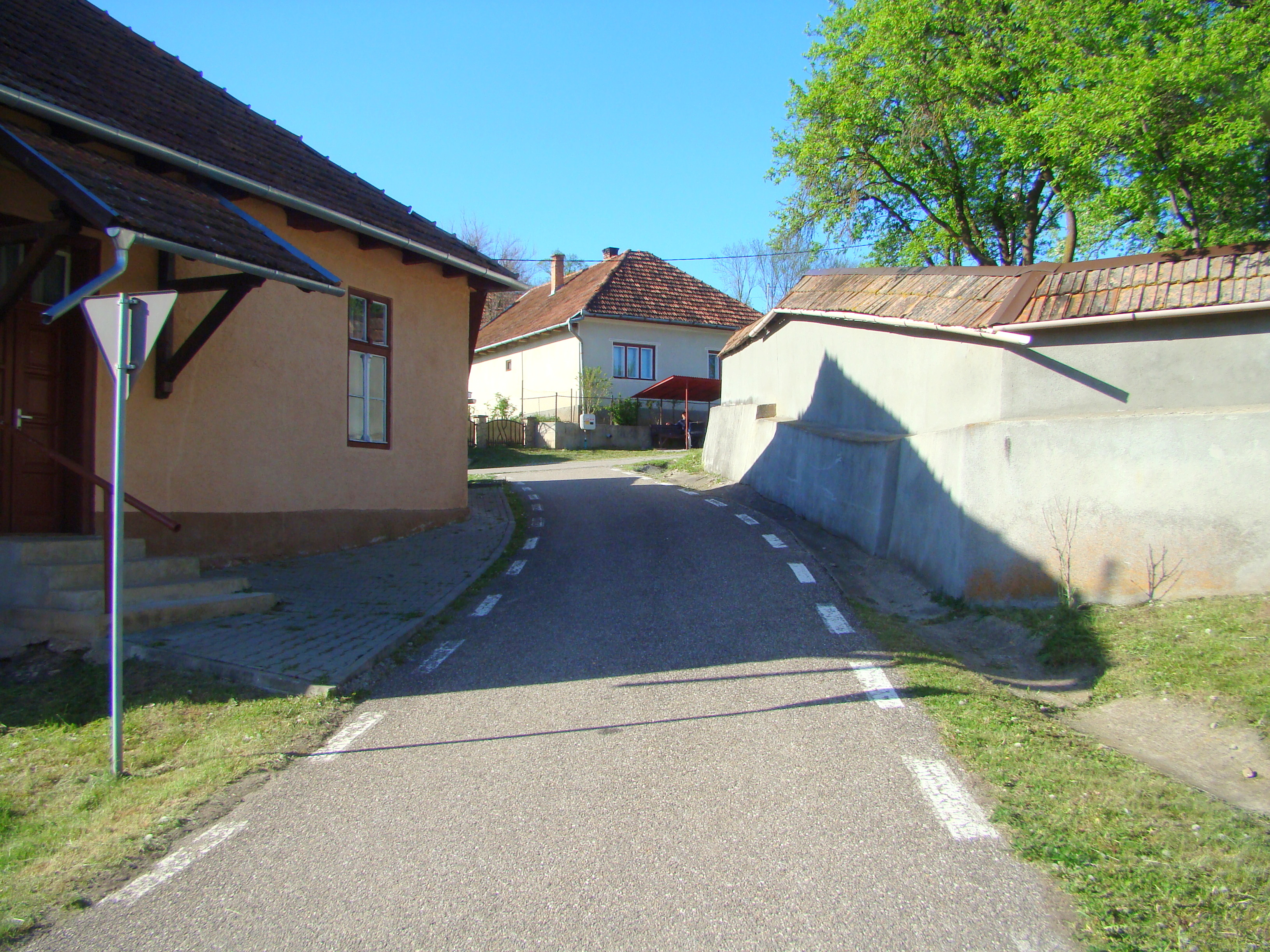
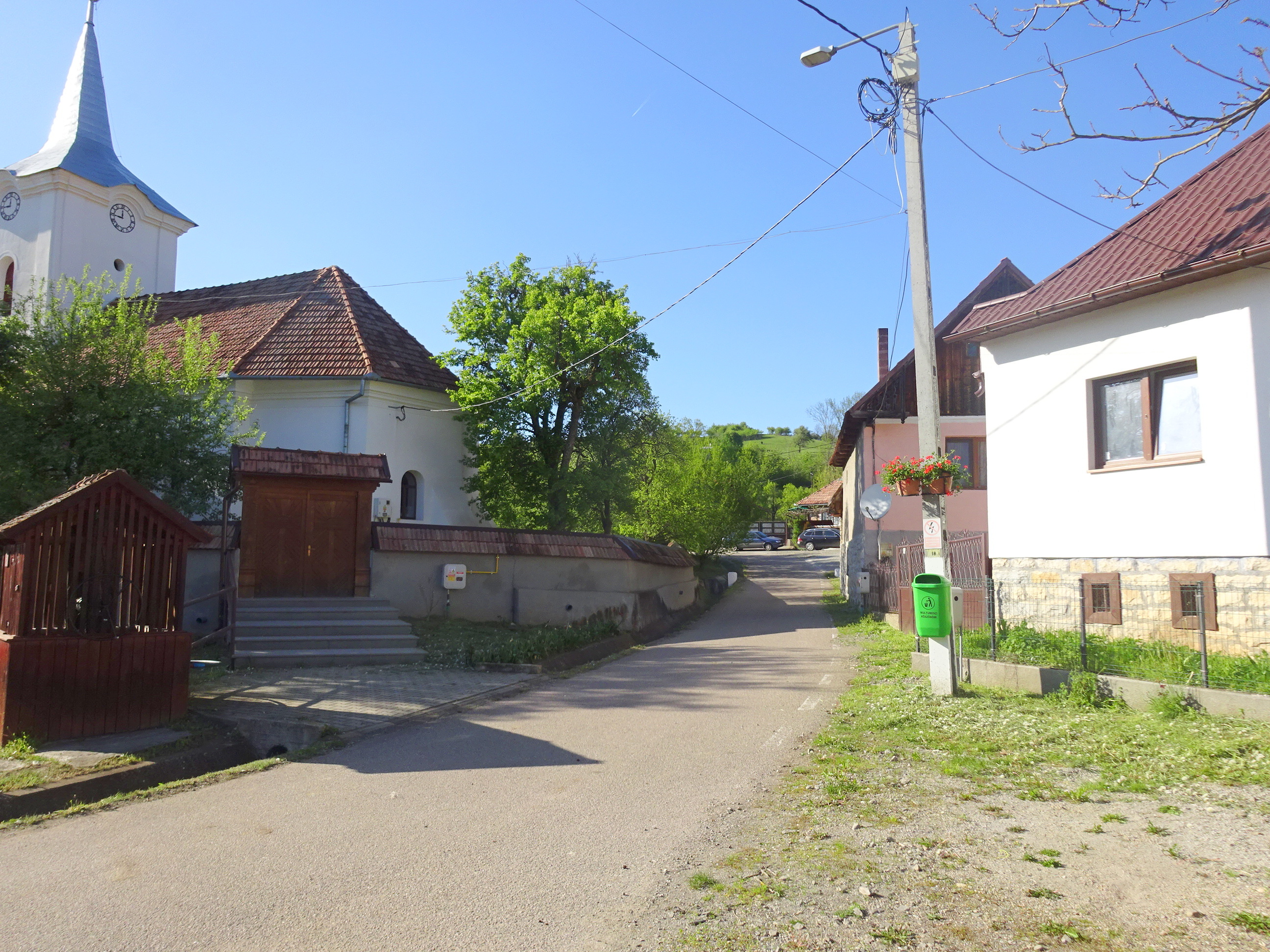
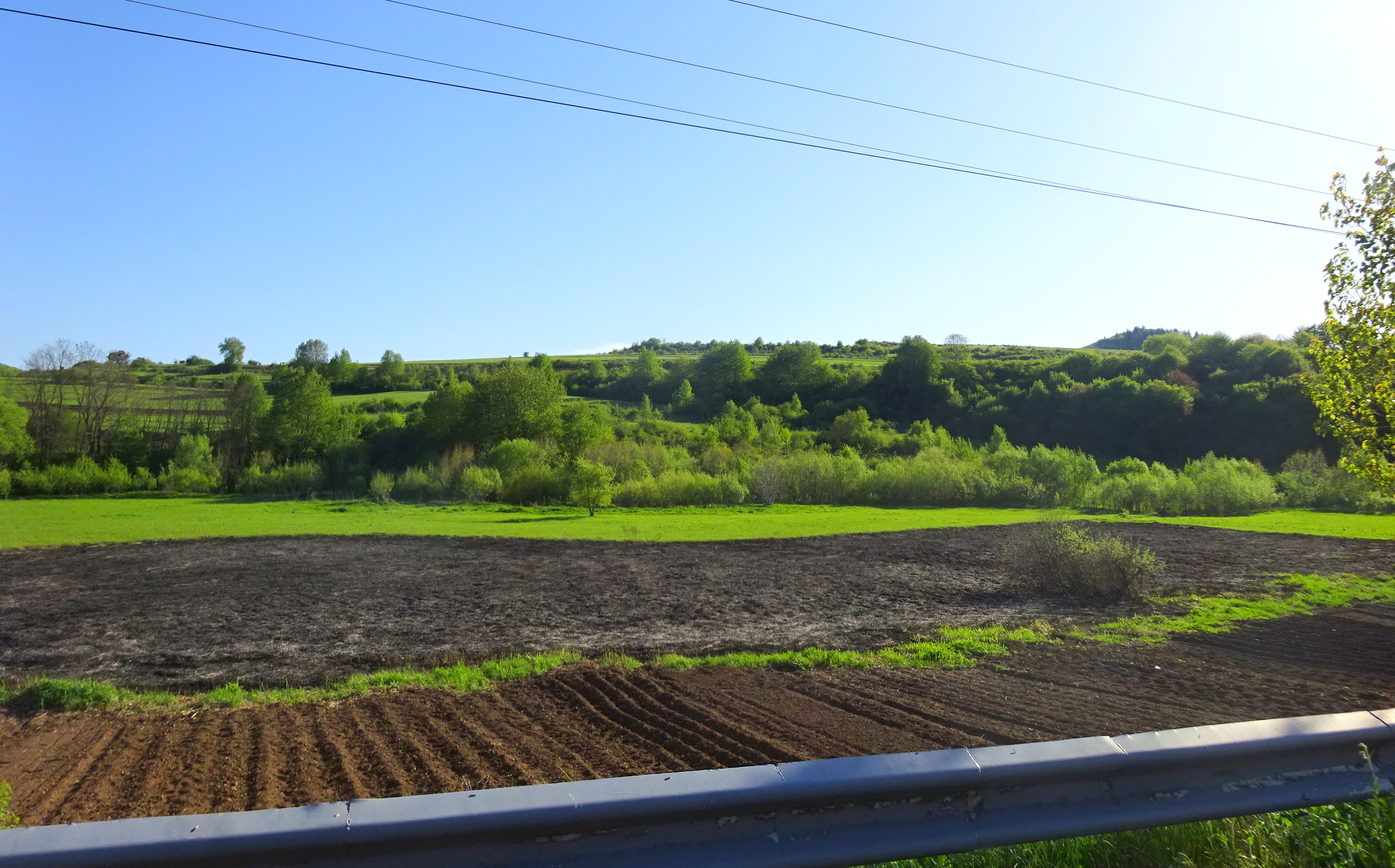